# Bralna značka
Bralna značka je slovensko kulturno gibanje in prostovoljna prostočasna dejavnost, ki predšolske in osnovnošolske otroke, srednješolce in odrasle z raznimi programi in akcijami spodbuja k branju.

## Zgodovina
Bralno značko sta leta 1961 na prevaljski osnovni šoli ustanovila pisatelj Leopold Suhodolčan in profesor slovenskega jezika Stanko Kotnik. Srečanja s številnimi literati in pogovori o prebranih knjigah so učence le še spodbudili k branju, podelitev bralnih značk pa je veljala za pravi slavnostni dogodek v kraju. Prva značka je bila podeljena na Osnovni šoli Franjo Golob na Prevaljah. Danes bralna značka poteka na skoraj vseh slovenskih osnovnih šolah. Gibanje je poimenovano po slovenskih pisateljih, tako na Koroškem poteka tekmovanje za Suhodolčanovo bralno značko.
Gibanje gradi na tradiciji bralnih značk, poimenovanih po slovenskih pisateljih, oz. Zveze bralnih značk Slovenije, ki je od sedemdesetih let delovala v okviru Zveze prijateljev mladine Slovenije. V letu 2002 se je Bralna značka organizirala kot Društvo Bralna značka Slovenije - ZPMS.

## Nagrade
Leta 2011 je Društvo Bralna značka Slovenije - ZPMS za 50-letno uspešno vzpodbujanje bralne kulture med mladimi in s tem za prispevek h kulturi slovenskega duha, znanja in ustvarjalnost prejela Zlati red za zasluge. Od 21. marca 2019 je Gibanje Bralna značka vpisano v nacionalni register nesnovne kulturne dediščine.